# 太田景資
太田 景資（おおた かげすけ、？ - 永禄6年（1563年）2月？）は、戦国時代の後北条氏家臣。江戸太田家の太田資高の庶長子で、太田康資の異母兄。源七郎・左衛門尉。
異母弟の康資が北条氏綱の外孫であったため、江戸太田家の家督を継承し、景資がこれを補佐した。『小田原衆所領役帳』には武蔵国目黒本村などに36貫文余りが所領として挙げられ、これとは別に康資からその所領の一部39貫文余りが与えられている。
永禄年間、康資が里見氏に通じて離反の動きを見せたため、後北条氏は代わりに景資を江戸太田氏の当主にしたとされる。だが、永禄6年の武蔵松山城の戦いで戦死したと伝えられている。